# العرب في الهند
العرب في الهند أو الهنود العرب هم أشخاص من أصول عربية استقروا في شبه القارة الهندية على مدى فترة طويلة. وكانت هناك روابط تجارية وثقافية واسعة النطاق بين الهند والعالم العربي امتدت لآلاف السنين. كانت منطقة الساحل الغربي للهند، وخاصة سواحل مليبار وكجرات وكوكن، مراكز تجارية نشطة، حيث اعتاد التجار العرب زيارتها في طريقهم إلى سريلانكا وجنوب شرق آسيا. على مدى عدة قرون، هاجر العديد من الأشخاص من مختلف الدول العربية إلى مناطق وممالك مختلفة في شبه القارة الهندية تجار ودعاة ومن خلال الزواج المختلط.

## مجتمعات
يعيش العرب في قريتي فارياف ورانديف في حيدر أباد، تعد قومية تشاوش جماعة عربية من أصول حضرمية, تم تجنيد أجدادهم كجنود من قبل نظام حيدر أباد. في كارناتاكا الساحلية، وصل العراقيون في عهد السلطان تيبو. حيث يزعمون أن أسلافهم من بني أسد. قد تكون هذه الهجرات السكانية مدعومة ومرغوبة من قبل كل من نظامي حيدر آباد والسلطان تيبو في ميسور لأن كلاهما من أصول عربية. حيث تدعي أسرة آصف جاه أنها من أصل عربي يعود لمنطقة عسير، بينما تقول أسرة السلطان تيبو أن جذورهم من بني هاشم في منطقة الحجاز في شبه الجزيرة العربية. العديد من العرب الذين لديهم جذور عدنانية مثل عائلة قريشي، والأنصاري، وقبائل السيد وغيرهم من أحفاد الصحابة، حيث كانوا يعملون لدى الولايات الأميرية، خاصة في جيوش هذه الامارت حيث كان العرب مقاتليون أكفاء خلال الحرب في غوجارات وكارناتاكا. في ولاية كيرلا، استقرت عدد من السادة الأشراف وهم من أصل حضرمي في حوالي القرن السابع عشر كدعاة لنشر الإسلام.
هناك أيضًا سادة من الشيعة في المنطقة الشمالية من البلاد، يزعمون أنهم ينحدرون من واسط بالعراق مثل الزيديين على الرغم من أن العديد من علماء الأنساب العرب يعارضون هذه الحقيقة. السادة السنة في الهند يدعون النسب العربي وهم من الدعاة للصوفية. معظم الصوفيين هاجروا من بلاد فارس. السادة السنة يقولون أنهم من سلالة عربية وذرية الإمام الحسن أو الامام الحسين في هذه الحالة أسمائهم قد تكون الحسني، الحسيني، الهاشمي، نقفي والبخاري. يزعم البعض أيضًا النسب من كلاهما ويطلق عليهم «نجيب الطرفان» أو «النبيل من كلا الجانبين». العديد من رموز الصوفية مثل عبد القادر الجيلاني ومعين الدين تشيشتي وأحفادهم يدعون أنهم نجيب الطرفين على الرغم من أن العديد من علماء الأنساب يعارضون هذه الحقيقة. كما أن الشيوخ السنّة يدعون النسب العربي وأنهم من الصوفيين أو المهاجرين. بالرغم انهم لا يعرفون قبائلهم ولكن يمكن تتبع النسب من عمر - فاروقي، أبو بكر - صديقي، عثمان - عثماني وعلي - علوي، وهرلاء يدعون أن اصولهم للخلفاء الراشدين. الكثير ممن يمكنهم تتبع نسبهم إلى قبيلة قريش يطلقون على أنفسهم اسم قريشي. العديد من الذين يحملون اسم الأنصاري يدعون نسبهم إلى قبائل الأنصار في المدينة المنورة وأصحاب النبي محمد مثل أبو أيوب الأنصاري. العديد من الدعاة والشيوخ الحاليين اعتنقوا الإسلام من الهندوسية مثل الطبقات الهندوسية كاياث وراجبوت.
وهناك العديد من المجتمعات عرين أو آرين في ولاية البنجاب الهندية والباكستانية. تعود أصول «أرين» إلى مدينة أريحا الأموية الآن في فلسطين الحديثة. وفقًا لمؤرخين شبه القارة، فقد جاءوا عبر ديبال السند مع محمد بن قاسم وانتشروا في منطقة السند ومولتان والبنجاب.
خلال أوائل القرن العشرين، تخلّى العرب عن اللغة الأردية. كل عشيرة لها نفس المكانة، لكن القرشيين مُنحوا الأفضلية بسبب حقيقة أنهم كانوا قبيلة النبي محمد. بقيت المجتمعات العربية مغلقة داخليا بشكل صارم، مع عدم وجود أي حالات تزاوج مع مجتمعات غوجارات المجاورة.

## الهجرات
عدد الناطقين باللغة العربية في الهند
- 1971: 23318
- 1981: 28116 (+ 20.58 ٪)
- 1991: 217575 (-21.84 ٪)
- 2001: 51728 (+ 135.39 ٪)
- 2011: 54947 (+ 6.22٪)

المصدر: تعداد اللغات في الهند 2011